# Малая Житомирская улица
Ма́лая Жито́мирская у́лица — улица в Шевченковском районе города Киева. Пролегает по южному склону Старокиевского плато от Площади Независимости до Владимирского проезда. К Малой Житомирской улице прилегает Михайловской переулок.
Протяжённость улицы 405 м.

## История
Одна из трёх улиц, сохранивших направление со времён Киевской Руси — сходились к Лядским воротам (остатки законсервированы в подземном переходе под Площадью Независимости). Современную трассировку получила в 1840-х годах как продолжение нынешней Большой Житомирской улицы, которая была частью древнего Житомирского тракта, который впоследствии соответствовал направлениям улиц — Львовской (теперь Сечевых Стрельцов) и Дегтярёвской. В ряде источников XVIII — начало XIX столетия обозначена под названием Навизная (происхождение названия не выяснено), а с 1837 года — как Житомирская. В 1963 году названа именем Постышева Павла Петровича (1887—1940) — советского партийного и государственного деятеля. С 1990 года носит нынешнее название.

## Застройка
Улица имеет характерную для градостроения середины XIX — начала XX столетия периметральную систему застройки с главными зданиями на красных линиях кварталов и внутренними дворами с расположенными в глубине флигелями. Архитектурно-художественный вид улицы определяют сооружения с насыщенными элементами разных архитектурных стилей декором фасадов. Заслуживают внимания, например, комплекс бань (№ 3-а, 3/4), в оформлении которого использован мотивы классицистической архитектуры, усадьба № 20, дома которой отличаются нарядной пластикой фасадов и широким использованием элементов архитектуры периода ренессанса (архитектор города Гарденин, инженер И. Запорожский). К категории памятников архитектуры принадлежат также дома № 5, 9-а, 9-6, 11, 12-6, 13/6, 17, 18, 19, в проектировании и сооружении которых принимали участие известные киевские архитекторы конца XIX — начала XX столетия: Н. Артынов (№ 17), Н. Гарденин (№ 13/6, 20, 20-а), Н. Казанский (№ 18), А. Краусс (№ 17, 19), В. Николаев (№ 11), И. Николаев (№ 9-а, 9-6), П. Спарро (№ 18, 19), О. Хойнацкий (№ 19) и другие.

## Географические координаты
координаты начала 50°27′05″ с. ш. 30°31′18″ в. д.
координаты конца 50°27′16″ с. ш. 30°31′08″ в. д.

## Транспорт
- Троллейбусы 16, 18
- Маршрутное такси 159, 574
- Станция метро «Площадь Независимости»

## Почтовый индекс
01001

## Персоналии
Историко-культурное значение улицы связано с проживанием на ней известных деятелей науки, культуры, искусства. В здании № 3/4 проживали архитектор и художник В. Кричевский, его сыновья, будущие живописцы — Василий и М. Кричевские; в № 5 — скрипач, альтист К. Пятигорович; в № 7 — собственник известной на Украине типографии К. Григорьевич-Барский, психолог А. Раевский; в № 10 — балетмейстер П. Вирский, живописец и график М. Дерегус, архитектор Е. Маринченко; в № 11 — один из основателей Киевской терапевтической школы, академии ВУАН Ф. Яновский; в № 12 — учёный в области права, АН УССР Б. Бабий; в № 14 — живописец и педагог А. Мурашко и его отец, собственник художественной иконостасной мастерской О. Мурашко; в № 15 — эстрадная певица Е. Аренс; в № 17 — участник русско-турецкой войны 1877—1878 годов, герой Шипки М. Мамишев, в этом здании, в семье адвоката М. Мазора часто бывал писатель Шолом-Алейхем (Ш. Рабинович); в № 19 — писательница и общественный деятель Н. Суровцова.
В усадьбе № 4 (не сохранилась) с 1864 года до конца 870-х годов размещалась типография С. Кульженко (позднее — на ул. Пушкинской, 4; здание разрушено); в начале XX столетия — типография А. Штерензона. В здании № 6 в начале XX столетия действовали Самаритские курсы Общества помощи для интеллигентных женщин, на которых преподавали известные учёные и доктора — профессора Киевского университета П. Морозов (директор), Т. Лоначевский-Петруняка, Г. Малков, В. Орлов, С. Томашевский, К. Тритшель, В. Чернов, А. Шимановский, Ф. Яновский и другие; в № 7 — Киевское отделение Русского музыкального общества и музыкальная школа, где работали выдающиеся музыканты, композиторы, музыкальные деятели — Н. Лысенко, Р. Пфениг, Н. Ригельман, О. Химиченко и другие. В № 11 располагалась контора первой на Украине легальной социал-демократической газеты «Работник»; в усадьбе № 20, 20-а действовало Киевское отделение Общества распространения образования среди евреев в России.
На территории современного участка № 11, которая в середине XIX столетия принадлежала управленцу С. Запорожскому, в 1840—1850 годах проживал известный киевский доктор С. Алферьев, профессор Киевского университета (с 1846), декан медицинского факультета (1850—1854). С 1849 года до начала 1850-х годов в нём пребывал его племянник, помощник столоначальника Киевской казённой палаты, в будущем писатель Н. Лесков (здание не сохранилось; В 1965 году мемориальную доску в честь Н. Лескова ошибочно установили на здании № 20). С 1858 года С. Алферьев жил в собственном особняке на улице Ярославов Вал, 3.